# Genarps landskommun
Genarps landskommun var en tidigare kommun i dåvarande Malmöhus län

## Administrativ historik
Kommunen inrättades då 1862 års kommunalförordningar trädde i kraft i Genarps socken i Bara härad i Skåne.
Vid kommunreformen 1952 lades den samman med Gödelövs och Lyngby landskommuner till en "storkommun", likaså med namnet Genarp.
Denna gick 1974 upp i Lunds kommun.
Kommunkoden 1952-1973 var 1227.

### Kyrklig tillhörighet
I kyrkligt hänseende tillhörde kommunen Genarps församling. Den 1 januari 1952 tillkom Gödelövs församling och Lyngby församling.

## Geografi
Genarps landskommun omfattade den 1 januari 1952 en areal av 101,28 km², varav 99,26 km² land.

### Tätorter i kommunen 1960
I Genarps landskommun fanns tätorten Genarp, som hade 808 invånare den 1 november 1960. Tätortsgraden i kommunen var då 37,7 procent.

## Politik

### Mandatfördelning i valen 1938-1970
| 13 | 7 |

| 19 |

| 11 | 9 |

| 20 |

| 10 | 10 |

| 20 |

| 17 | 16 | 2 |

| 34 |

| 16 |  | 11 | 7 |

| 32 |

| 15 | 13 | 7 |

| 31 |

| 16 | 12 | 2 | 5 |

| 32 |

| 16 | 11 | 3 | 5 |

| 31 |

| 16 | 11 | 2 | 6 |

| 31 |